# Walterville (Oregon)
Walterville est un village non incorporé du comté de Lane (Oregon), aux États-Unis. Il se situe à 6 km à l'est de Springfield sur la Oregon Route n° 126 près de la rivière McKenzie.
Le bureau de poste de Walterville date de 1875 et reçoit le nom de Walter, nom du fils de George Millican, propriétaire d'un ranch important en ces lieux et directeur de cette poste,. Le petit village de Millican du comté de Deschutes est nommée d'après  George Millican. La famille Millican était installée dans la région depuis les années 1860 et la ferme Millican (Century Farm) est toujours active,.
L'étang de Walterville, alimenté par le canal de Walterville du Eugene Water & Electric Board (EWEB), s'étend sur 280 000 m2. C'est une réserve d'eau et un lieu de pêche et d'observation pour les ornithologues,. Le canal de Walterville a été construit par l'EWEB en 1911 pour fournir de l'eau potable en pompant la rivière McKenzie à la ville d'Eugene.
L'école élémentaire de fait partie du district scolaire de Springfield.

## Climat
La région connaît des étés chauds et secs typiques du climat méditerranéen et des hivers neigeux.